# Plamen Orecharski
Plamen Vassilev Orecharski (en bulgare : Пламен Василев Орешарски, /ˈplamɛn vaˈsilɛf orɛˈʃarski/), né le 21 février 1960 à Doupnitsa, est un homme d'État bulgare, proche du Parti socialiste bulgare (BSP) et Premier ministre de mai 2013 à août 2014.

## Biographie

### Une formation et une carrière d'économiste
Étudiant à l'université d'économie nationale et mondiale, il y obtient un baccalauréat puis une maîtrise.
Il passe, en 1992, un doctorat en investissements et analyse des investissements, au sein du même établissement. Il est alors nommé vice-doyen de la faculté des finances de l'université puis devient, en 1993, directeur du Trésor et de la Dette du ministère bulgare des Finances.

### L'entrée en politique avec la droite
En 1997, après l'arrivée au pouvoir du conservateur Ivan Kostov, il est nommé vice-ministre des Finances, auprès de Mouraveï Radev. Il est alors chargé de la gestion de la dette publique, des marchés financiers et met en œuvre le rattachement du lev au Deutsche Mark.
À l'issue des élections législatives du 17 juin 2001, il est désigné vice-président de l'Union des forces démocratiques (SDS), sous la présidence d'Ekaterina Mihailova.

### Mise en retrait et retour à l'université
Devenu également lecteur à l'université d'économie nationale et mondiale, il est investi candidat de la SDS à l'élection municipale de 2003 à Sofia. Il est contraint de se retirer après des accusations concernant ses liens avec un homme d'affaires controversé. Il renonce alors à sa carrière politique et obtient le poste de vice-président de l'université d'économie.

### Le passage au centre-gauche
Le 17 août 2005, le socialiste Sergueï Stanichev devient Premier ministre à la tête d'un gouvernement de centre-gauche et nomme Plamen Orecharski, ministre des Finances.
Au cours de son mandat, il remplace l'unité fiscale du ministère par une véritable agence nationale des impôts et introduit l'impôt à taux unique en 2008, au taux de 10 %, soit le plus faible d'Europe. Dans l'ensemble, il mène une politique fiscale stable en faveur de la compétitivité de l'économie de la Bulgarie.[réf. nécessaire]
Lors des élections législatives du 5 juillet 2009, il est élu député à l'Assemblée nationale comme indépendant de centre gauche, sous les couleurs de la Coalition pour la Bulgarie (KZB), dont le Parti socialiste bulgare est la force principale.

### Premier ministre de la Bulgarie
Il est réélu député aux élections législatives anticipées du 12 mai 2013. Onze jours plus tard, le BSP reçoit le mandat de constituer le nouveau gouvernement et choisit Plamen Orecharski comme formateur.
Le 27 mai, il présente un plan ambitieux destiné à relancer l'économie et lutter contre la pauvreté. Il prévoit, notamment, l'accélération du remboursement par l'État de la taxe sur la valeur ajoutée (TVA) avec pénalités de retard au besoin, le maintien de l'impôt à taux unique, l'augmentation de 50 % des allocations familiales, le doublement de l'allocation scolaire, une hausse du salaire minimum, des pensions de retraite, la suppression de l'impôt sur le revenu pour les salariés payés au salaire minimum et le renforcement du contrôle public du secteur de l'énergie.
Son gouvernement, formé du BSP et du Mouvement des droits et des libertés (DPS), est investi le 29 mai par l'Assemblée. Il remporte le vote de confiance par 120 voix contre 97, des GERB, les 23 députés de l'Union nationale Attaque (Ataka) ne prenant pas part au vote. Juste après, les parlementaires approuvent la nouvelle structure des ministères, par 119 voix contre 98 et 23 abstentions.
Il remet sa démission le 24 juillet 2014, dans l'objectif de déclencher des élections législatives anticipées le 5 octobre suivant ; celle-ci est acceptée par 180 voix pour et 8 abstentions par l'Assemblée nationale. Il est remplacé le 6 août 2014 par le juriste Georgi Bliznachki.